# Beriózovka (Engels)
Beriózovka (en rus: Берёзовка) és un poble de l'óblast de Saràtov, a Rússia, segons el cens del 2010 tenia 1.060 habitants. Pertany al districte municipal d'Engels.